# Condizione della donna in Kuwait

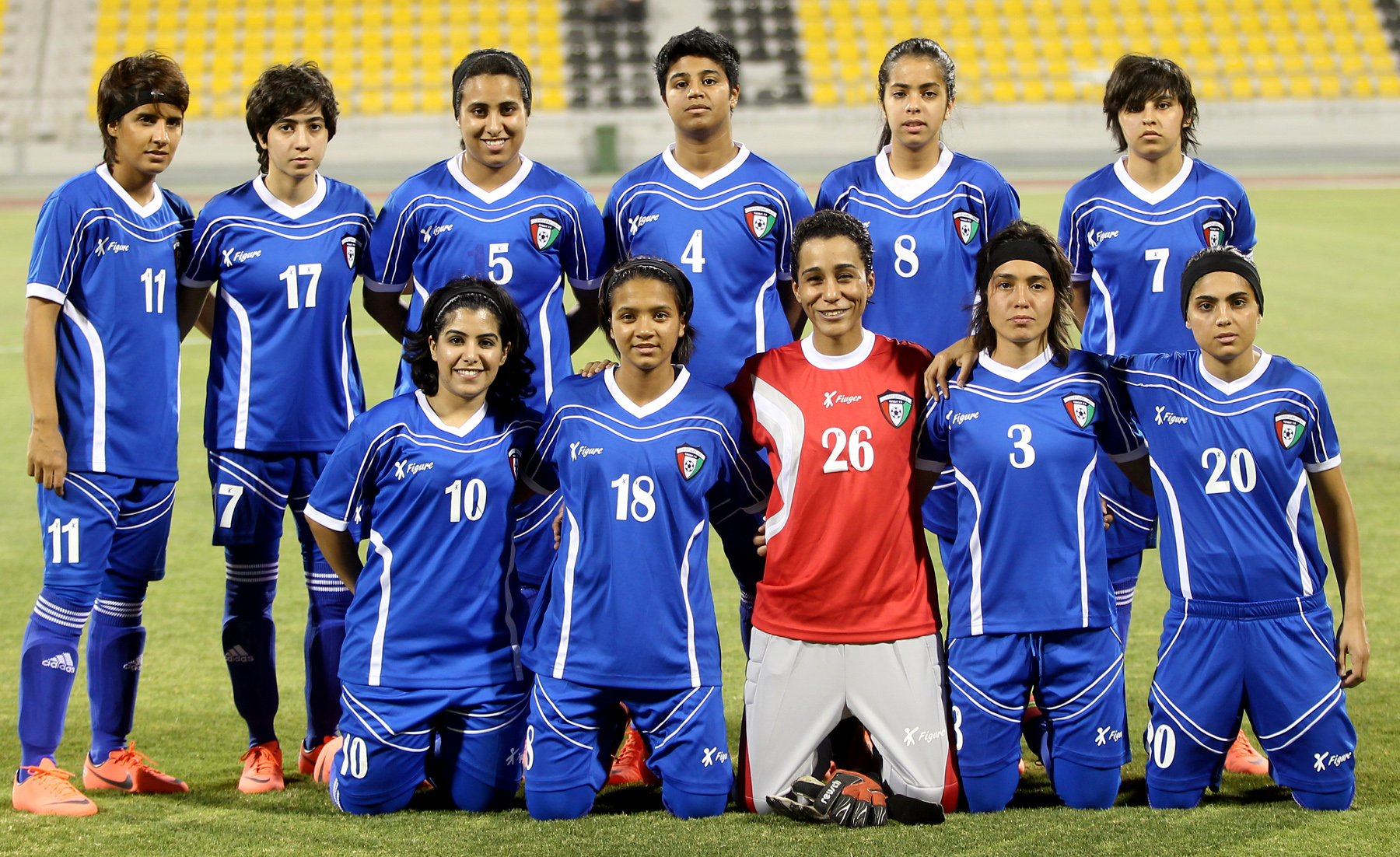
Nazionale femminile di calcio kuwaitiana nel 2012

In Kuwait, la donna è discriminata rispetto all’uomo in ogni ambito della propria vita e le sue libertà personali sono pesantemente limitate, sia da tantissime leggi ancora vigenti, sia dalla società in generale..

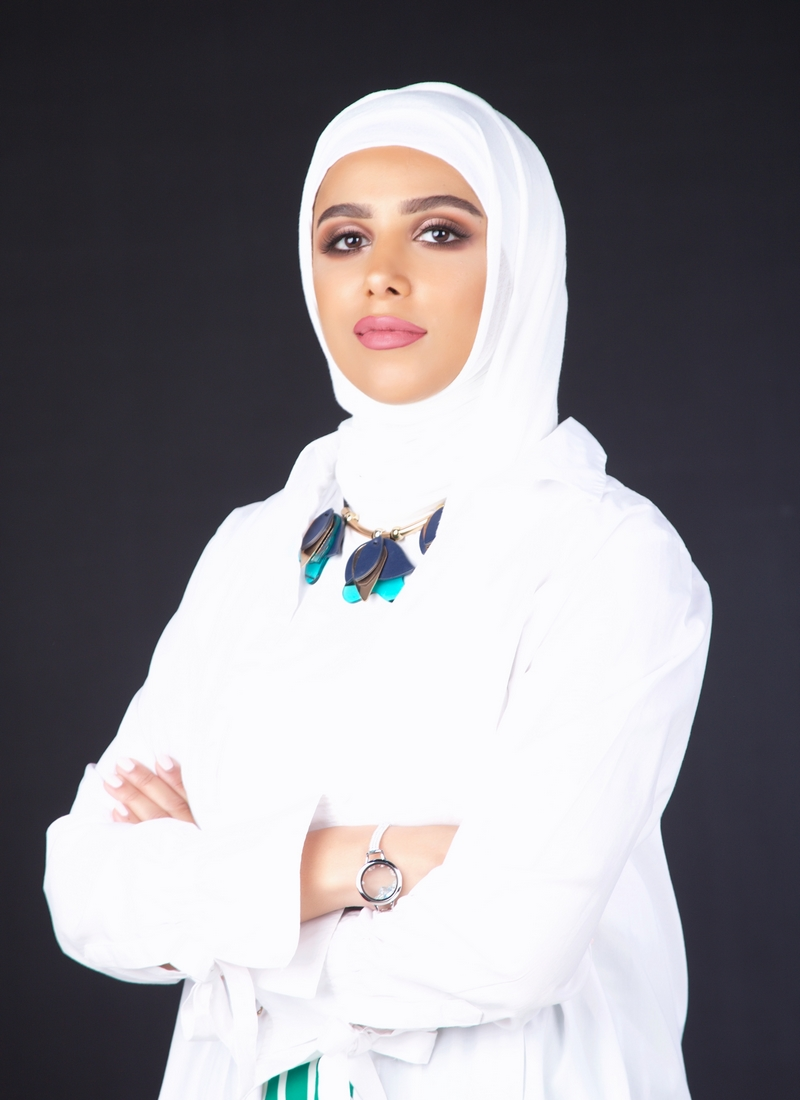
Hebah AlHazza, inventrice kuwaitiana

Infatti al 2024, contrariamente a quanto accaduto già in molti paesi musulmani, le leggi che permettono il matrimonio riparatore e il delitto d'onore rimangono in vigore e l'aborto è fortemente limitato.
Inoltre, fino al 2020 non vi era alcuna legge contro la violenza sulle donne; il 19 agosto di quell'anno infatti, per la prima volta, è stata approvata una legge volta a tutelare le donne vittime di violenza domestica, penalizzando anche lo stupro coniugale, rimasto fino allora impunito.

## Discriminazione

### Matrimonio e divorzio, leggi discriminatorie
La Sharia governa il diritto di famiglia in Kuwait per tutti i residenti musulmani, con regole diverse per sunniti e sciiti. L'interpretazione non codificata Ja'fari delle questioni relative allo status personale si applica ai musulmani sciiti.

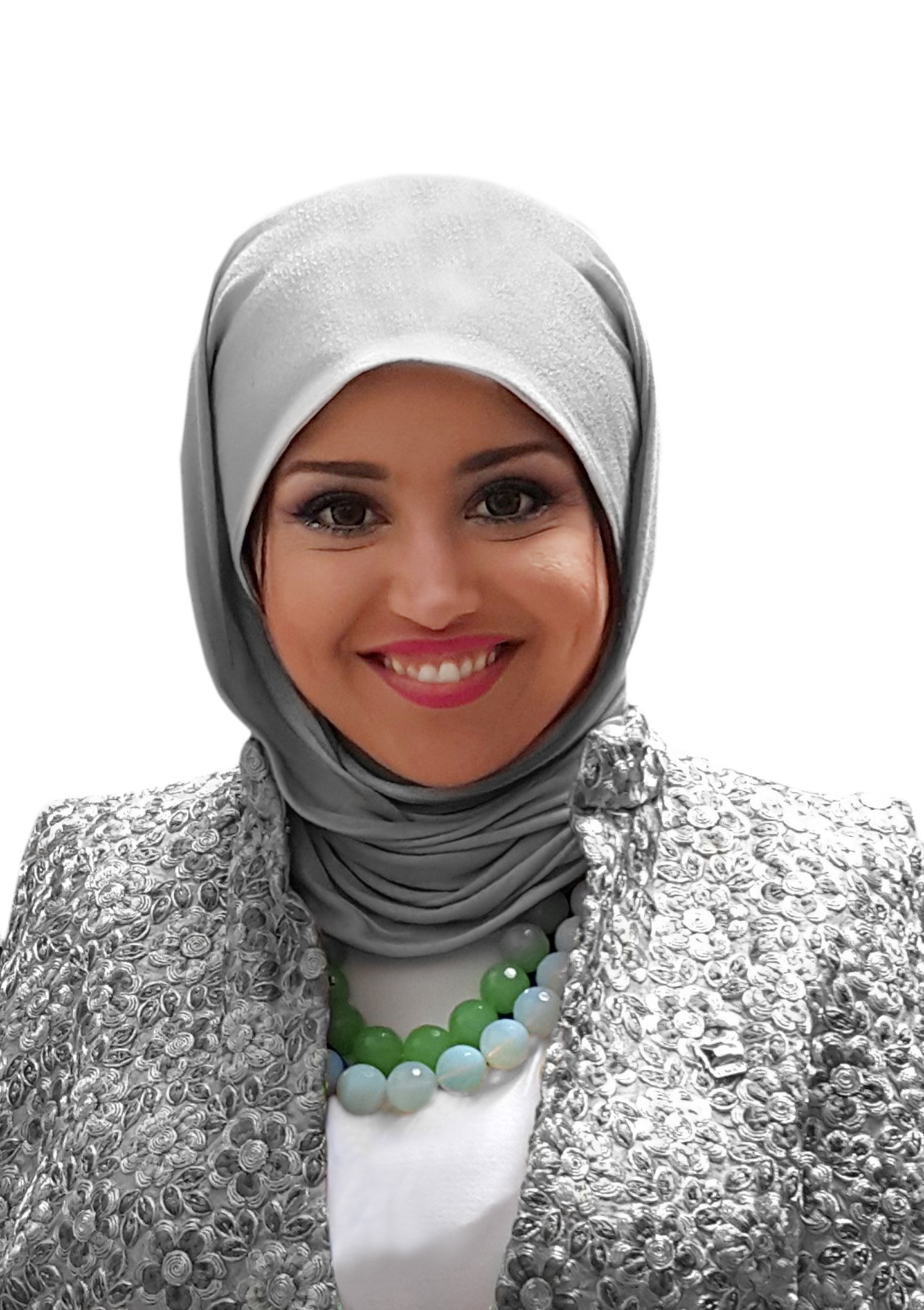
Manar Al Hashash, ingegnere kuwaitiana

Tra le disposizioni più discriminatorie della Legge sulla Famiglia e sullo Status della Persona del Kuwait vi sono quelle relative al contrarre matrimonio:
Secondo la legge, una donna non è mai libera di prendere una decisione da sola circa il proprio matrimonio.
A differenza di un uomo, non è libera di concludere il suo contratto di matrimonio, ma deve avere un tutore maschio (wali) che lo faccia per suo conto, indipendentemente dalla sua età. I testimoni del matrimonio devono essere uomini musulmani affinché il matrimonio sia valido.
Le donne kuwaitiane non possono sposare uomini non musulmani (Legge sulla Famiglia e sullo Status della Persona, art. 18), mentre gli uomini kuwaitiani possono sposare donne non musulmane.
Solo gli uomini possono essere testimoni di un matrimonio (Legge sulla Famiglia e sullo Status della Persona, art. 11).
L'età minima per la registrazione di un matrimonio è di 15 anni per le donne e di 17 anni per gli uomini, in violazione degli standard internazionali che raccomandano un'età minima per il matrimonio di 18 anni.
Un uomo può legalmente avere fino a quattro mogli contemporaneamente, senza il permesso o anche senza la conoscenza della sua prima moglie / mogli.
Un marito può vietare alla moglie di lavorare fuori casa se ciò “influisce negativamente sugli interessi familiari" (art. 89 della Legge sulla Famiglia e sullo Status della Persona). Ciò dà adito ad un’ampia serie di interpretazioni lesive dell'indipendenza delle donne.
Ai sensi della Legge sulla Famiglia e sullo Status della Persona, gli uomini possono avviare e concludere unilateralmente le pratiche di divorzio (art. 97).
Le donne possono chiedere il divorzio solo se sono abbandonate o sottoposte a violenza, ma se una donna chiede il divorzio per motivi di violenza (art. 126), la violenza deve essere provata attraverso la testimonianza di due uomini (oppure un uomo e due donne) (art. 133).

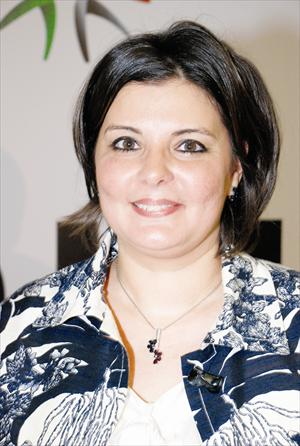
Aseel al-Awadhi, una delle prime donne parlamentari dal 2009 al 2012

Se una donna si risposa perde tutti i diritti di affidamento dei figli (art. 191). Questa regola non si applica agli uomini risposati.

### Diritti dei successori
In caso di successione ereditaria, un uomo riceve il doppio della quota ereditaria di una donna (art. 327, Legge sulla Famiglia e sullo Status della Persona). Figli e figlie non ricevono quote ereditarie uguali (artt. 299 e 300).
Un figlio ha diritto a ricevere il doppio della quota ereditaria della sorella. Secondo le stesse leggi, le mogli sopravvissute al marito non godono degli stessi diritti di eredità dei mariti sopravvissuti alle mogli.

### Lavoro e proprietà
Le donne subiscono discriminazioni di fatto nell'accesso alla proprietà poiché il consenso maschile è ancora richiesto e pratiche culturali discriminatorie interferiscono con i diritti delle donne di controllare o preservare la loro proprietà.
Ad esempio, le donne sono continuamente trattate come persone a carico degli uomini ai sensi della Legge sulla Previdenza Sociale (n. 22 1987) e sull'Assistenza Abitativa (n. 47 1993). Le disposizioni legali discriminatorie sono rafforzate da stereotipi culturali molto radicati.
Ad esempio, le donne non possono lavorare tra le 22:00 e le 7:00 a meno che non lavorino presso un istituto sanitario (art. 22 del Codice del Lavoro).
Inoltre, alle lavoratrici è vietato svolgere lavori ritenuti lesivi della loro morale o che sfruttino la loro femminilità in modo incompatibile con il pubblico decoro, inclusi lavori nella fornitura di servizi destinati esclusivamente agli uomini (art. 23).

### Diritti di cittadinanza
Le donne kuwaitiane sposate con uomini non kuwaitiani non possono trasferire la propria cittadinanza ai loro figli o coniugi, a differenza degli uomini kuwaitiani.
Di conseguenza, ai coniugi stranieri e ai figli delle donne kuwaitiane viene negato il diritto all'eredità, all'occupazione in alcuni lavori pubblici, alla parità di retribuzione e all'ammissione alle forze armate e al Ministero degli Interni.
Al contrario, le donne straniere sposate con uomini kuwaitiani ottengono immediatamente la residenza kuwaitiana e possono richiedere la cittadinanza dopo 15 anni di matrimonio.

## Donne in politica
Suffragio Universale
A seguito delle prime elezioni del 1985 cui presero parte anche le donne, ad esse venne vietato il diritto di voto. Undici anni dopo, nel 1996, 500 donne smisero di lavorare per un'ora protestando causa la mancanza del loro diritto di voto, facendo proseguire per 6 anni le proteste.
Nel maggio 1999 un decreto dell'emiro consentì alle donne il diritto di votare, tuttavia tale decreto venne abrogato dal Parlamento 6 mesi dopo, il 23 novembre 1999, in quanto il disegno di legge venne bocciato con 32 voti contrari e 30 a favore.
Durante le elezioni del 5 luglio 2003, un gruppo di donne protestò riguardo la mancata partecipazione delle donne.

### Elezioni del 2005
Il 7 marzo 2005, dopo 6 anni dalla sua prima proposta ufficiale, incominciò la discussione che portò infine al suffragio universale. Due mesi dopo, il 17 maggio 2005, dopo l'approvazione di un progetto di legge con 35 voti a favore, 23 contrari e 1 astenuto, le donne hanno finalmente ottenuto il diritto di voto, senza però essere mai candidate nelle elezioni del 2008.

### Elezioni del 2009
Fino al 18 maggio 2009 nessuna donna era mai stata eletta in Parlamento; quel giorno, per la prima volta, 4 donne entrano in Parlamento: Aseel al-Awadhi, Rola Dashti, Salwa al-Jassar e Massouma al-Mubarak.
Il 20 giugno 2005 vi è la prima donna ministro, Massuma al Mubarak, come Ministro della Sanità, fino al 25 agosto 2007. La prima donna sottosegretario è stata Rasha as-Sabakh nel 1991. 

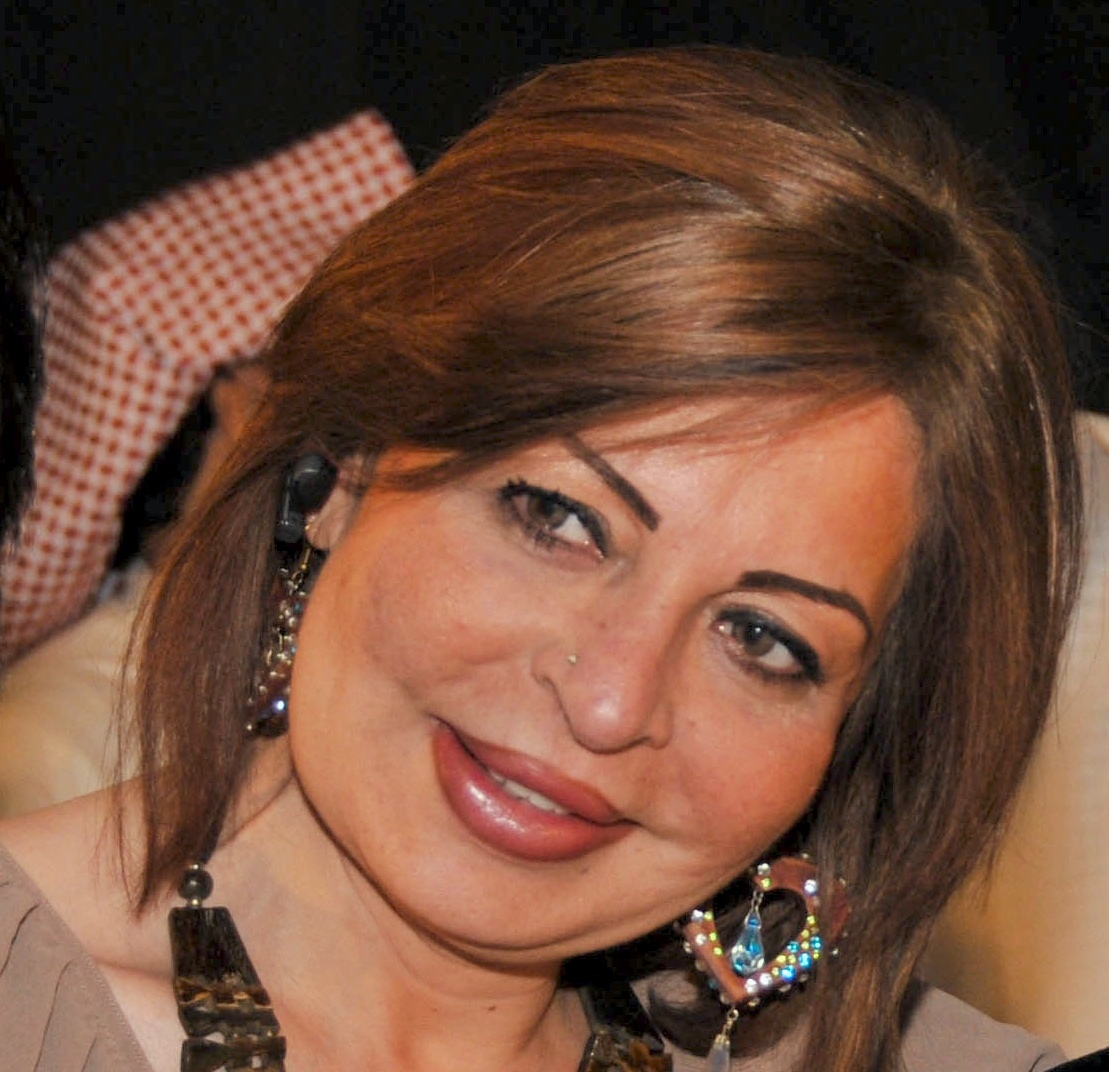
Mona Abdul Majid, attrice egiziana operante in Kuwait

Safa Al Hashem, classe 1964 e parlamentare dal 2 febbraio 2012 al 5 dicembre 2020, è fino ad ora, l'unica eletta come membro del Parlamento per ben 2 volte, rispettivamente nel 2012 e nel 2016.

### Elezioni del 2020
A seguito delle elezioni del 2020, nonostante vi fossero state 29 donne candidate su 395 membri del Parlamento, non vi è alcuna donna parlamentare. Ciò è avvenuto a causa della mancata rielezione di Safa al-Hashem, la quale prese 430 voti rispetto ai 3273 del 2016.
La mancata elezione di al-Hashem è probabilmente dovuta a causa di alcune dichiarazioni xenofobe e razziste durante pronunciate il suo incarico, scaturite dalla presentazione di diverse petizioni anti-migranti, con commenti negativi nei confronti della comunità egiziana, ricevendo anche diverse minacce di morte.
Tuttavia, dal 12 maggio 2024, con il nuovo governo del premier Ahmad al-Abdallah al-Sabah, vi è una donna al suo interno
Le donne ministro sono state finora una decina, tra cui, oltre Massouma al-Mubarak anche:
- Nouriya Al-Subaih, ministro dell'Istruzione dal 2007 al 2009
- Hind Sabeeh Barak Al-Sabeeh, ministro degli affari sociali dal 2014 al 2018
- Jenan Boushehri, ministro per gli affari abitativi dal 2017 al 2019
- Ghadeer Aseeri, ministro degli affari sociali dal dicembre 2019 al gennaio 2020
- Mariam Al-Aqeel, ministro delle finanze da dicembre 2019 a febbraio 2020
- Rana Abdullah Al-Fares ministro degli affari municipali e delle comunicazioni e informazioni tecnologiche dal 1º agosto 2022 al 2 ottobre 2022
- Amani Sulaiman Buqamaz, ministro dell'elettricità, dell'acqua e dell'energie rinnovabili dal 16 ottobre 2022 al 26 gennaio 2023
- Mai Jassim Muhammad Al-Baghli, ministro degli affari sociali dal 16 ottobre 2022 al 26 gennaio 2023 e dal 9 aprile al 7 giugno 2023
- Amthal Hadi Al-Huwailah, ministro degli affari sociali dal maggio 2024
- Nora Mohammad Al-Mashaan, ministro degli affari pubblici dal maggio 2024

### Sondaggi
Secondo il Global Gender Gap Report del 2021, il Kuwait si posiziona al 143º posto su 156 paesi analizzati, con un punteggio di 0,621 su 1,000, per quanto riguarda la condizione femminile.
Posizione molto più in basso rispetto al 2006, quando era 86º con un punteggio di 0,634. Pesa la mancanza totale di leggi contro la discriminazione sessuale, leggi di cui nel corso degli anni molti Paesi invece si sono muniti, e il peso che la Sharia ha nella legislazione del Paese.
Secondo la ricerca, solo l'1,5% dei componenti del Parlamento sono donne (contro il 98,5% degli uomini) e solo il 6,7% delle posizioni ministeriali sono ricoperte da donne (la quota è l'1,5% dal momento che l'unica donna ministro ne fa parte, senza alcuna donna parlamentare). Nessuna donna, ovviamente, di conseguenza, è stata mai eletta primo ministro.
L'8 settembre 2020, per la prima volta 8 donne sono state nominate giudici della Corte Suprema.
Sempre nel 2022 viene concesso alle donne di entrare nell'esercito, ma, a causa delle proteste dei conservatori, solo con il permesso di un uomo e senza poter maneggiare delle armi.

## Violenza e privazioni della libertà personale

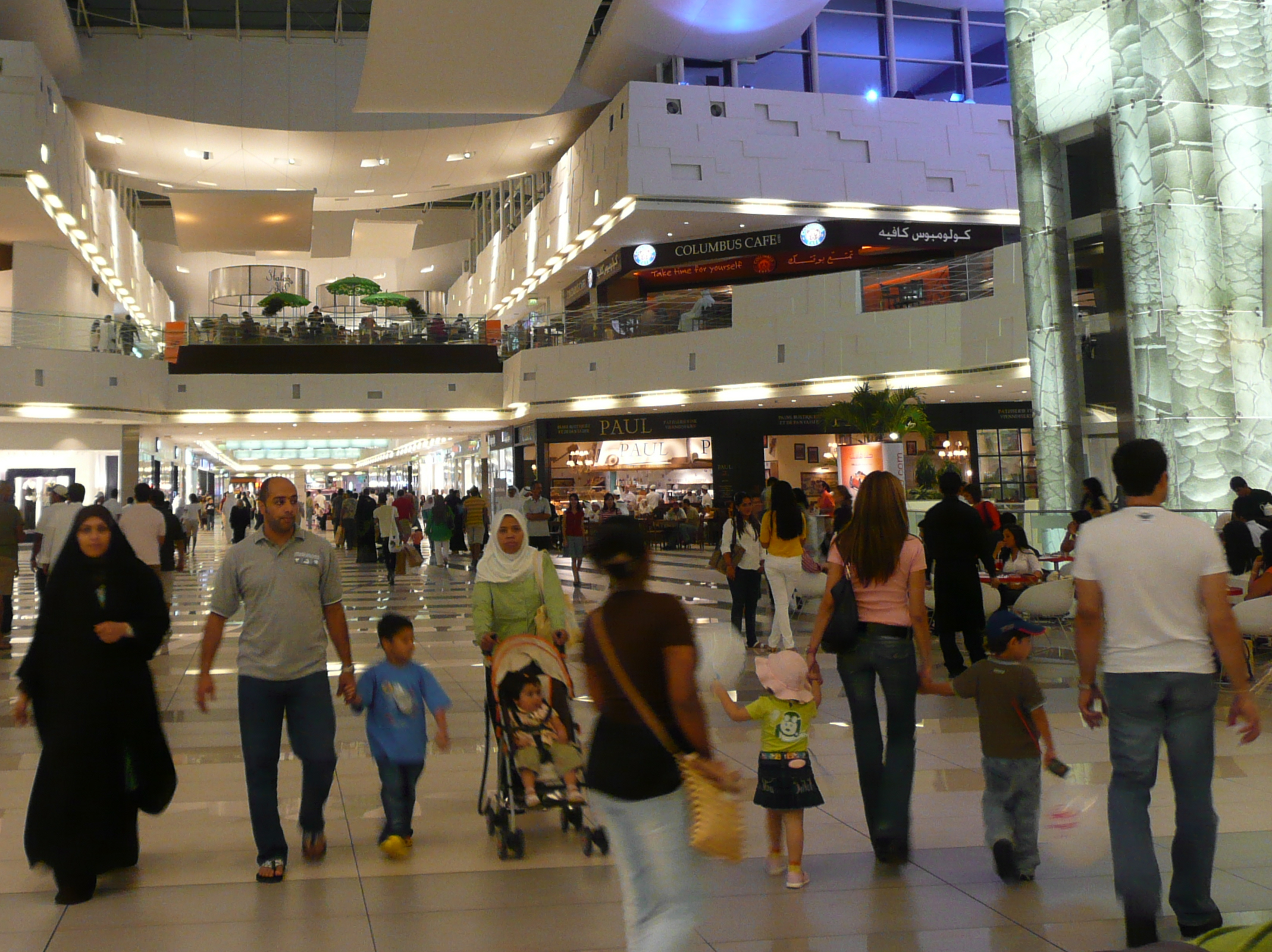
famiglie kuwaitiane

Le ripercussioni della "disobbedienza" delle donne sono ampie tanto quanto la gamma dei comportamenti puniti, in quanto frutto di interpretazione arbitraria: esempi di comportamenti puniti sono il mancare di rispetto ai parenti maschi o alle parenti donne più anziane, fumare sigarette, comunicare con membri del sesso opposto al di fuori di relazioni moralmente sanzionate.
In termini legali, molti strumenti disciplinari hanno un impatto diretto sulla libertà individuale, ad esempio: le famiglie possono denunciare i giovani "ribelli" alle autorità in modo che i casi difficili siano rinchiusi nelle case di assistenza sociale governative fino a quando un tutore non acconsente a rilasciarli.
Le ragazze che lasciano le loro case senza permesso possono essere denunciate per "fuga" presso le stazioni di polizia locali, costringendole a una vita ai margini della società dove non possono lavorare, sposarsi o andare avanti senza il consenso di un tutore a far cadere l'accusa di fuga, indipendentemente dalla loro età.
Ai sensi dell'articolo 153 del Codice Penale Kuwaitiano, un uomo che trova la madre, la moglie, la sorella o la figlia in atto di adulterio (zina) e le uccide riceve una pena ridotta consistente in una modica ammenda o un massimo di tre anni di carcere.
Ai sensi dell'articolo 182 del Codice Penale kuwaitiano, un rapitore che usa la forza, la minaccia o l'inganno con l'intenzione di uccidere, procurare lesioni, stuprare, prostituire o estorcere una donna è esente da qualsiasi punizione se sposa la vittima con il permesso del suo tutore (il padre o altro parente maschio).
La legge, inoltre, non dà voce in capitolo alla donna stessa e pone l'intero potere decisionale nelle mani del rapitore e del tutore maschio.
Una legge del 2015 che istituisce tribunali per la famiglia in ogni governatorato ha istituito un centro nazionale per "combattere la violenza domestica", ma richiede che il centro dia priorità alla riconciliazione rispetto alla protezione per le vittime di violenza domestica.
Solo nel 2020 verranno istituiti dei veri e propri centri antiviolenza e lo stupro, assieme alla violenza domestica diverrà ufficialmente reato.

### Leggi contro la violenza sulle donne
Fino al 19 agosto 2020 non vi era alcuna legge specifica contro la violenza domestica e lo stupro coniugale, se commesso dal marito, poiché, dal punto di vista della legge kuwaitiana, anche se la moglie negava il proprio consenso non vi era violenza sessuale.
Il Parlamento quel giorno ha approvato, per la prima volta, una legge volta a proteggere le donne dalla violenza domestica criminalizzando i maltrattamenti fisici, psicologici, sessuali o economici definitivamente. Nel 2021 è entrata in vigore.
La legge finalmente prevede una vera e propria protezione per la donna, l'istituzione di veri e propri centri antiviolenza, con patrocinio a spese dello stato e consulenza legale.
Secondo però Human Rights Watch la nuova legge non è completa e non tutela tutte le donne vittime di violenza, in quanto interviene solo per le donne sposate e non per coloro che sono divorziate o fidanzate (o non sposate ufficialmente). Prima di tale legge lo stupro coniugale era considerato reato solo per atti innaturali.
Nonostante questa legge sia decisamente incompleta, è la prima volta nella sua storia che il Kuwait mette in atto delle politiche volte a proteggere la donna vittima di violenza.